# Galiñeiros (Taramundi)
Galiñeiros (oficialmente y en eonaviego Os Galiñeiros) es una aldea de la parroquia de Bres, concejo de Taramundi, en la comarca del Eo-Navia, Principado de Asturias, España.